# Lojata ohausi
Lojata ohausi är en insektsart som först beskrevs av Schmidt 1932.  Lojata ohausi ingår i släktet Lojata och familjen dvärgstritar.
Artens utbredningsområde är Ecuador. Inga underarter finns listade i Catalogue of Life.